# Adelaide Fraga de Oliveira
Adelaide Fraga de Oliveira Filha foi eleita Miss Brasil Mundo 1976.
No concurso nacional, representou o Distrito Federal e, disputando o título em Brasília, ficou em terceiro lugar, tornando-se a segunda mulher dessa unidade da federação a ostentar o título de Miss Brasil Mundo.
Em novembro, viajou para Londres, Inglaterra, para disputar o título de Miss Mundo, e simplesmente não foi classificada.